# Verbascum boevae
Verbascum boevae är en flenörtsväxtart som beskrevs av B. Stefanova-gateva. Verbascum boevae ingår i släktet kungsljus, och familjen flenörtsväxter. Inga underarter finns listade i Catalogue of Life.